# Etiópia történelme
Etiópia Afrika legrégebbi független országa és az egyik legrégebbi történelmi forrásokkal rendelkező ország a világon.

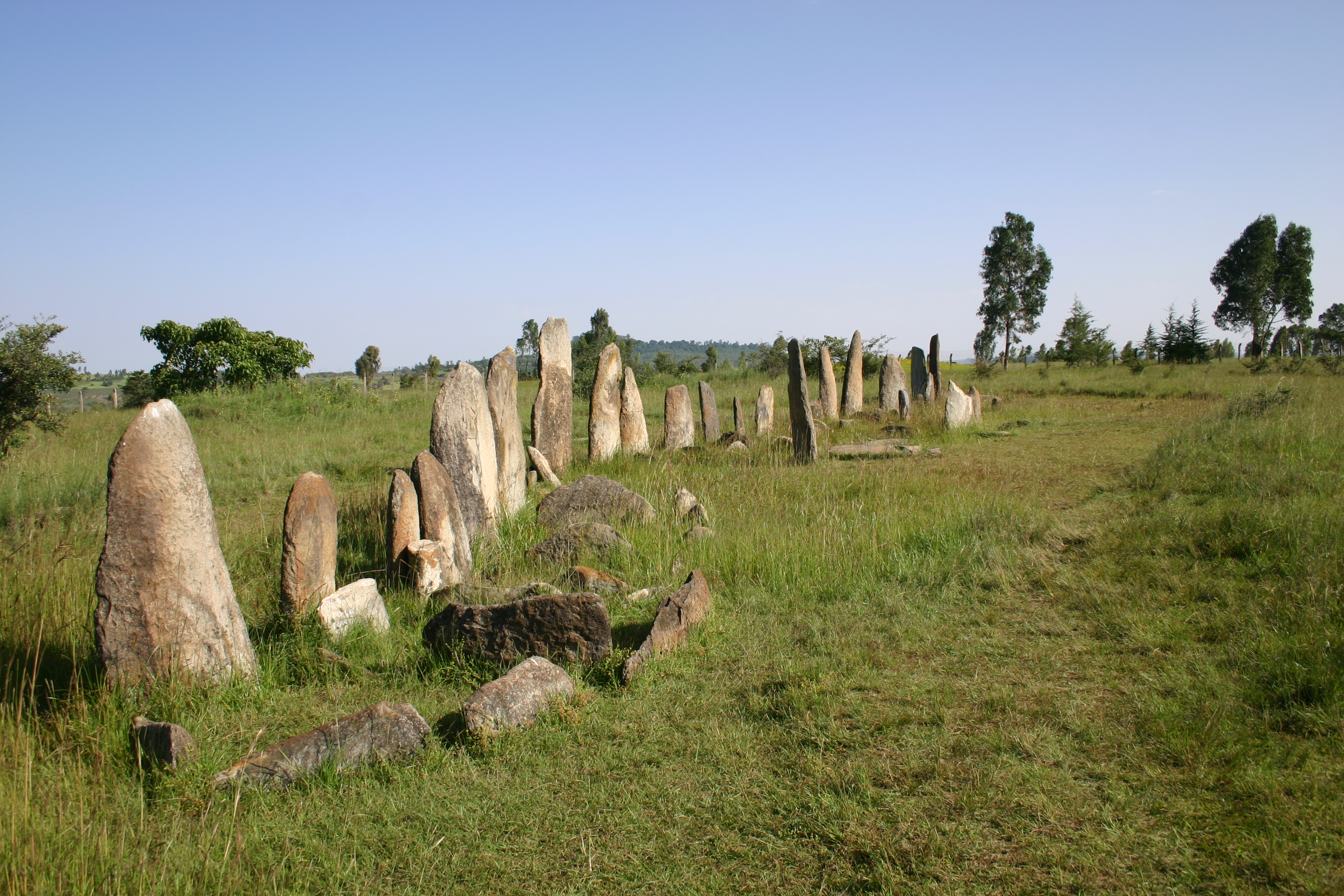
Prehisztorikus megalitok, Tiya

Etiópia az emberi faj kialakulásának egyik színtere volt.

## Punt
A terület az egyiptomi óbirodalom korszakában is kereskedelmi kapcsolatokat tartott fenn a Nílus-völgyével. Az útvonalak a Nílus mellékfolyói, a Kék-Nílus és az Atbara folyók folyását követték. A legfontosabb árucikk a mirha volt. 
A másik fontos útvonal a Vörös-tenger mellett fekvő Punt országába vezetett, amit egyiptomi hajósok a Kr. e. 25. századtól látogattak. A legnagyobb expedíciók Hatsepszut fáraónő uralkodása alatt indultak. 
A Kr. e. 8. században a kereskedelmi útvonalak mentén zsidó telepesek érkeztek Etiópia területére.
Kr. e. 700 körül alakult meg az első állam, amely a D’mt királyság volt. ez kb. 300 év múlva bomlott fel utódállamokra.

## Akszúmi Királyság
Az egykor Abesszíniának nevezett ország mai területére az i. e. 1. évezredben érkeztek Dél-Arábia felől a szemita törzsek, és egy szilárd államot hoztak létre, amelyet Akszúmnak neveztek el.

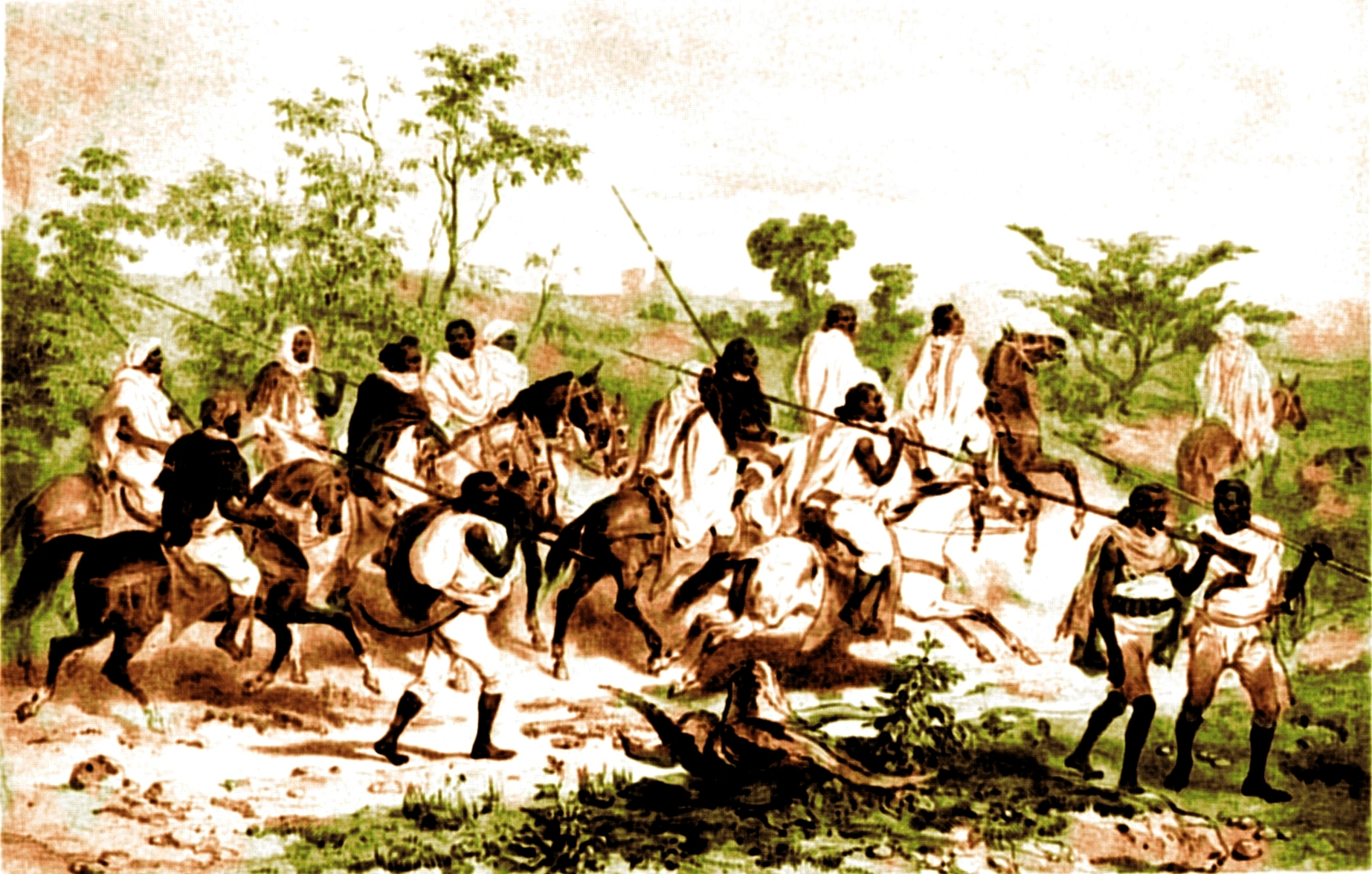
Etióp harcosok

Az etióp uralkodók a hagyomány szerint I. Meneliknek (Salamon zsidó király és Sába királynője fiának) leszármazottai voltak.
A Kr. u. 1–3. században Akszúm a térség legerősebb államává vált. Élénk kereskedelmi és kulturális kapcsolatban állt az ókori Görögország poliszaival, majd a Római Birodalommal. A Kr. u. 1. századból származik az első írásos forrás Akszúmról, a névtelen szerzőtől való "Erythreai tenger körülhajózása" c. leírás.

### A kereszténység elterjedése
Kr. u. 350 k. két szíriai keresztény hajótörött vetődött partra Akszúmban. Magas műveltségük okán a királyfi nevelői lettek, a legenda szerint megtérítették a trónörököst így amikor Ezana a trónra lépett, keresztény állammá nyilvánította Akszúmot. Az egyik nevelőjét, Frumentiust Alexandriába küldte az ottani pátriárkához, hogy kérjen püspököt az új keresztény állam számára. A pátriárka magát Frumentiust szentelte fel Etiópia első püspökévé. A Kr. u. 6. században a birodalom seregei elfoglalták Dél-Arábiát. A perzsák azonban hamarosan kiűzték őket.

### Hanyatlás és bukás

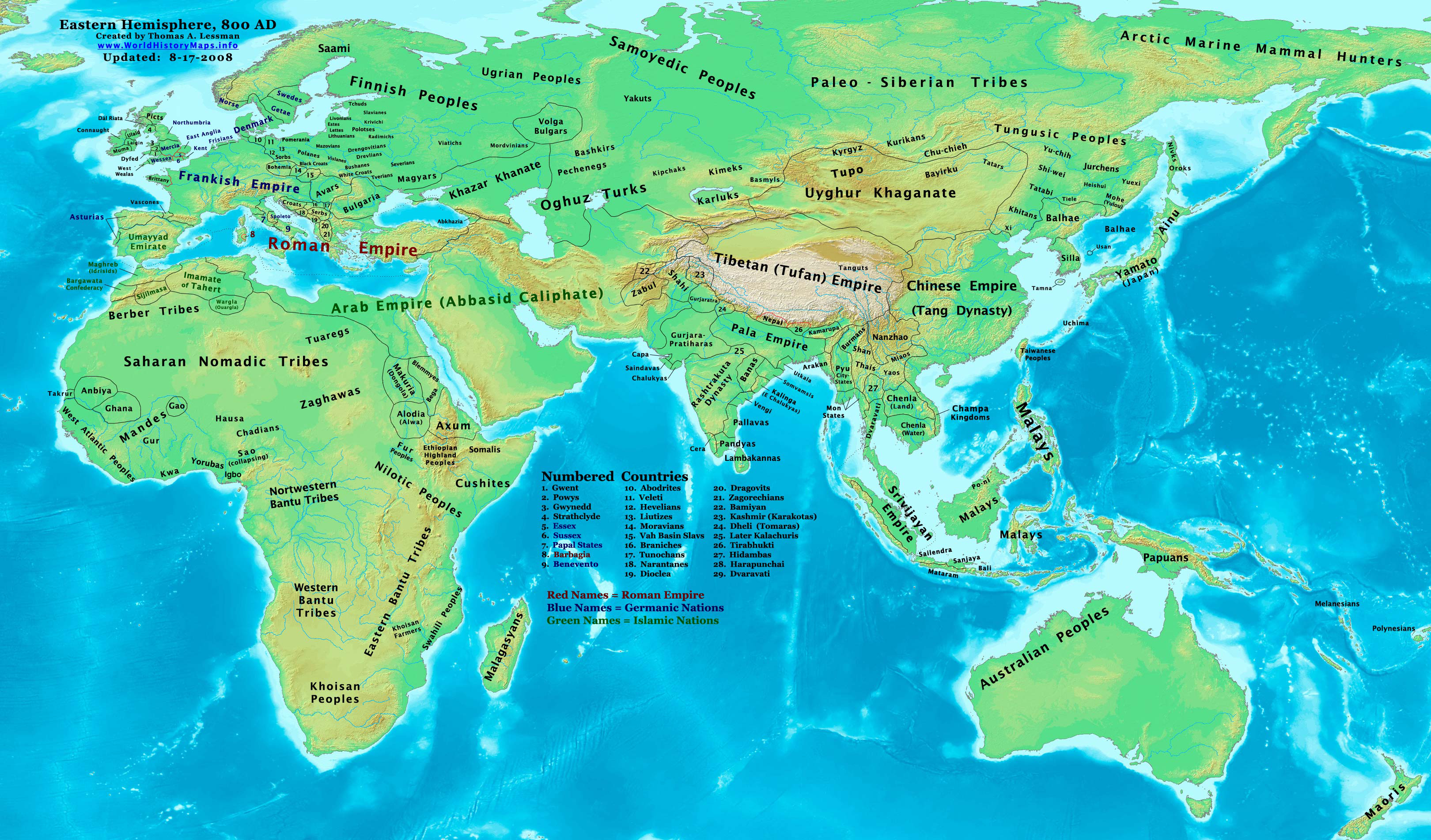
A világ képe 800 körül

7–8. század: Az iszlám elterjedésével párhuzamosan Akszúm rohamosan hanyatlott, aminek az oka, hogy a muszlimok többször is legyőzték az etiópok flottáját. A kereskedelmét vesztett Akszúmnak más megélhetés után kell néznie.

## Az etióp sötét kor
9–11. század: A más megélhetés a földművelés, de ehhez beljebb kellett húzódni a szárazföld belseje (azaz az Etióp-magasföldek) felé. Az itt élő népek gyakran ellenségesen fogadták az etiópokat, s a pogánylázadások jó időre szétzilálták az államot, amelyet ettől kezdve nem is nevezünk Akszúmnak. Akszúm lehanyatlott, a város elnéptelenedett, de máig megmaradt az Etióp ortodox egyház központjának. A 19. század előtt a császárok jelentős része ott koronáztatta meg magát.

### A Zagve-dinasztia
12–13. század: az eredeti őslakosok (agauk) egyik nemzetsége, a Zagve-dinasztia megkaparintotta a trónt, és egészen 1270-ig uralkodott. Bár később trónbitorlónak titulálták őket, igyekeztek jó keresztény királyokként uralkodni. Valószínűleg egyikük, Jimreháne-Krisztosz volt az európai János Pap-legenda forrása. Egy másik Zagve király, Gebre Meszkel Lalibela pedig 11 darab sziklatemplomot építtetett (pontosabban vájatott) a később róla elnevezett helyen.

## Az Etióp Császárság

### A Salamon-dinasztia
13. század második fele: a magát az akszúmi királyokra visszavezető Salamon-dinasztia letaszította a trónról a Zagvékat. A dinasztia származását még messzebbre, Salamon királyig vezette vissza. A valószínűleg egyiptomi kopt eredetű Kebra Nagaszt (Királyok Dicsősége) szerint az etiópok egy ősi királynője, Makedá meglátogatta Salamont Jeruzsálemben, ahol együtt hált vele, és Makedá kilenc hónapra rá megszülte Meneliket, aki az első etióp császár lett. Menelik fiatal korában meglátogatta apját Jeruzsálemben, majd hazatérőben ellopta a Frigyládát. Az etiópok szerint ezért ekkortól nem a zsidók Isten választott népe, hanem az etiópok, és még az Ígéret Földje is Etiópia. A Kebra Nagaszt szerint tehát Salamon leszármazottainak kell Etiópia trónján ülnie (ezért kellett a Zagvékat letaszítani a trónról).

### A muzulmán háborúk
14–15. század: Időközben a birodalom szélein kis muzulmán államok (sejkségek és emírségek) jöttek létre, s veszélyeztették Etiópiát. A két legnagyobb: Ifat, majd később ennek a helyén Adal volt. A 15. század volt a középkori Etiópia fénykora, valószínűleg ekkor érkeztek az első európaiak az országba (itáliai mesterek és művészek).
16. század első fele: A már említett Adal szövetkezett az éppen nagyhatalommá váló Oszmán Birodalommal, és mint ennek szövetségese, megtámadta Etiópiát. A birodalom ezúttal nem bírt a rohammal, s az 1528-as Simba Kuré-i csatában katasztrofális vereséget szenvedett. A csatában elvérzett az etióp nemesség és klérus nagy része, és a császár is alig tudott elmenekülni. A csatát követő országdúlásban elpusztult a lakosság jelentős része, a muszlimok több száz templomot romboltak a földig, velük együtt felbecsülhetetlen értékű ősi iratok semmisültek meg. A császár már korábban a portugál királyhoz fordult segítségért, akik végül 1541-ben érkeztek meg Christovao Da Gama (Vasco da Gama fia) vezetésével. Csak ötszázan voltak, de ágyúkkal érkeztek. Az egyesült etióp–portugál seregek végül 1543-ban tudták kiűzni a muzulmánokat.

### A portugál befolyás
1543–1632: A portugál katonáknak mintegy fele nem szándékozott hazatérni, számukra a császár földet adományozott Etiópiában. Európában azonban aggódtak a portugál veteránok lelki üdvéért, így hamarosan megérkeztek az első misszionáriusok. A jezsuita atyák nem elégedtek meg a leszerelt luzitánok istápolásával, hanem vitatták az etiópok igaz kereszténységét is. 1622-ben, Szusznejosz császár eleget tett a misszionáriusok kérésének, és kinyilvánította, hogy Etiópia immár katolikus állam. Az ekkor kitörő népfelkelés miatt Szusznejosznak le kellett mondania. Helyére 1632-ben fia, Faszilidasz került, akinek első dolga volt kiutasítani a katolikusokat
16–17. század: az előbbiekkel nagyjából egy időben, egy hosszabb folyamat eredményeként, dél felől az oromók (korábbi nevükön gallák) vándoroltak Etiópiába. Ez a lovas nomád nép eleinte sok problémát okozott, végül azonban letelepültek, előkelőik pedig beházasodtak a császári dinasztiába.

### A gondari dinasztia
1632–1769: ez az újkori Etiópia azon szakasza, amikor úgy-ahogy létezett a császárság (mint királyságok együttese). A császárnak még volt hatalma a királyok felett, és egyikük-másikuk jelentős uralkodónak számított. Ilyen például a már említett Faszilidasz, aki megalapította Etiópia első állandó fővárosát, Gondart. Nagyszabású infrastrukturális beruházások valósultak meg, ekkor épültek fel az ország látványos kőhídjai és a császári palotaegyüttes, a Fasil Ghebbi Gondarban.

### A hercegek kora
1769–1855: Az uralkodói hatalom folyamatos gyengülése miatt a birodalom teljesen szétesett. A továbbra is Gondarban székelő császárok hatalma névlegessé vált, gyakran haltak meg erőszakos halállal. A tényleges hatalom a hercegek (Meszfin) helyi elöljárók, hadurak, kiskirályok kezébe került. A konfliktusokat tovább élezték a keresztények és muszlimok közötti vallási ellentétek. Ezt az időszakot az etióp történetírásban zemene meszafint-nak (ge'ez írással: ዘመነ መሳፍንት?), különböző fordításban "hercegek kora" vagy „Bírák kora” is nevezik.

### Gyarmatosítási kísérletek
1855–1868: A gyarmatosítás korszakában eleinte Egyiptom jelentette a legnagyobb veszélyt Etiópia számára, amivel csak egy erős és egységes Etiópia nézhetett szembe. II. Teodrosz császár alacsony sorból származott, rablóvezérből lett császár és a Salamon-dinasztiához csak állítólag volt köze. Miután a trónt megszerezte, egész életét Etiópia egyesítésének és megerősítésének szentelte. Vágyálma volt, hogy az európai hatalmakkal Egyiptom-ellenes szövetséget hozzon létre, de csalódnia kellett, mert a keresztény Európa inkább a muszlim Egyiptomot favorizálta. Teodrosz mérgében fogságba vetette az udvarában fellelhető brit alattvalókat. A londoni kormány büntető expedíció mellett döntött, aminek következtében Teodrosz 1868 húsvétján, miközben főhadiszállását ostromolták, öngyilkos lett. A britek azonban ekkor még értéktelen területnek tartották Etiópiát, így angolosan távoztak.
1868–1889: Az egyiptomi hódítás megállítása így IV. Johannészre maradt (1872–1889). Hatalmas bravúrral 1875-ben, majd 1876-ban is legyőzte az európai fegyverekkel megerősített egyiptomi hadsereget. 1869-ben megnyitották a Szuezi-csatornát. Ez az esemény döntő hatással volt Etiópiára nézve, hiszen annak vörös-tengeri területei egy csapásra felértékelődtek. Az európaiak egymás után alapítottak telepeket a gyengén őrzött partokon. A legnagyobb szeletet az olaszok kanyarították ki maguknak, s egyre délebbre hatoltak be Etiópiába. IV. Johannész 1887-ben Dogalinál, az első olasz–etióp háborúban megverte az olaszokat is. Közben azonban északról is veszély leselkedett, ezúttal egy fundamentalista iszlám állam képében, amely a mai Szudán területén jött létre (Mahdista birodalom). A császár a velük vívott matammai csatában esett el 1889-ben.

### Egyesítés

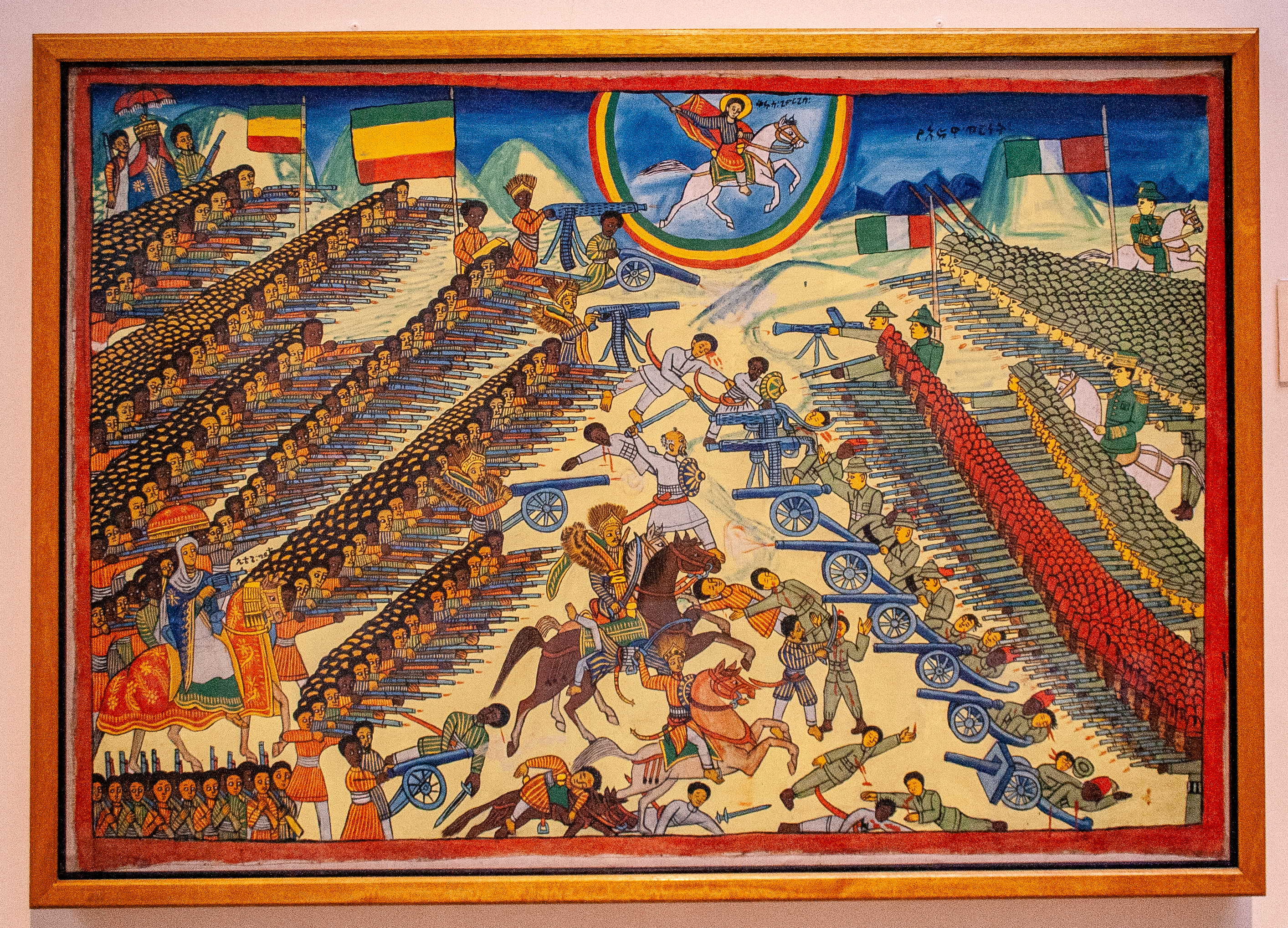
Az aduai csata 1940-es etióp festményen. Balra fent II. Menelik, balra lent a felesége, revolverrel. Középen fent Szent György ábrázolása

Etiópia rendkívül sok, mintegy 80 különböző etnikumát II. Menelik császár (1889–1913) egyesítette, akinek sikerült annyira megerősítenie államát, hogy az ellent tudott állni az olasz gyarmatosítási kísérleteknek. 1896-ban legyőzte az olasz csapatokat az aduai csatában. Ezután próbálta továbbfejleszteni országát, bevezette az állami oktatást, javította az infrastruktúrát (posta, táviratok bevezetése). A trónon unokája, Lidzs Jaszu követte (1913-1916), akit azonban leváltottak, mert keresztény elkötelezettsége állítólag nem volt elég erős, ráadásul az első világháborúban a muszlim Oszmán Birodalommal próbált szövetkezni. A hatalom ezután Menelik leányához, Zaudituhoz került, aki császárnőként (1916–1930), közösön kormányzott régens unokafivérével (Ras Tafari Mekonnen herceggel). A régens később Hailé Szelasszié néven lett négus (császár) Zauditu halála után, 1930-ban.

### Gyarmatosítás és a II. világháború
Az új uralkodó megpróbálta felgyorsítani az ország gazdasági fejlődését. Az abesszíniai háborút az olaszok ellen azonban elveszítette, és bár az ezt követő olasz megszállás alatt (1936-1941) felgyorsult a modernizáció, utak és iskolák épültek, de mindez az etiópok brutális kényszermunkája árán.

### A császárság visszaállítása
A második világháború után Hailé Szelassziét visszahelyezték hatalmába, és ő azzal a bonyolult feladattal szembesült, hogy egyszerre kellett országának sokféle népét megbékítenie, megszabadulnia az őt hatalmába visszahelyező angol megszálló erőktől, valamint megpróbálni nyugati segítséget szerezni az országnak.
1945-ben, Libérián kívül, Etiópia volt az egyetlen teljesen független ország Afrikában, így Hailé Szelassziénak fontos szerep jutott az 1958-ban Ghána függetlenné válásával kezdődő dekolonizációs időszakban. Mindeközben a közigazgatás továbbra is alacsony hatékonyságú maradt, a rendszer korruptsága nem változott és az életszínvonal is alig nőtt.

## Kommunista diktatúra
1973-ban komoly aszály sújtotta Etiópiát, amely katonai felkeléshez vezetett. Hailé Szelasszié próbálta ezt a felkelést ellensúlyozni egy liberális kormányzat bevezetésével, ez azonban (Hailé Szelassziéval együtt) 1974-ben megbukott. A kormányt megbuktató szélsőbaloldali tisztek Mengisztu Hailé Mariam vezetésével az utolsó császárt börtönbe vetették és halálra kínozták, az országban kommunista diktatúrát vezettek be. 1975-től Etiópiát ideiglenes katonai tanács (Derg) kormányozta, amely talán a legradikálisabb szociális és gazdasági reformokat vezette be egész Afrikában. Minden földet államosítottak, és minden család maximum 10 hektárnyit kapott művelésre. A gazdaság nagy részét is államosították, komoly erőfeszítéseket tettek annak érdekében, hogy visszaszorítsák az analfabetizmust.
1977-ben Szomália megtámadta Etiópiát, de az ogadeni háború során gyorsan vereséget szenvedett, mert az ekkor még erős Szovjetunió jelentős katonai segítséget nyújtott. Emellett katonai támogatás jött Kubából, az NDK-ból és Dél-Jemenből is. Magyarország gazdasági tanácsadókkal és mérnökökkel segítette Etiópiát.
Azonban a változó nemzetközi helyzet (a kőolajválság, a kommunista világrendszer megingása), a belső gazdasági váltás nehézségei, és a véget nem érő polgárháborúk Eritreában és Tigrayban az ország teljes gazdasági összeomlásához vezettek, 1984-1987 között újból hatalmas éhínség pusztított Etiópiában. 1984-ben 8,6 millió embert kényszerítettek arra, hogy északról délre költözzön, hogy ezzel megkönnyítsék az eritreai gerillák elleni küzdelmet. A harcot azonban a Szovjetunió segítsége nélkül az etiópok nem tudták folytatni, így 1991-ben a kommunista hadsereg összeomlott.

## A demokrácia felé
Tigray gerillái elfoglalták a fővárost, Addisz-Abebát, és Meles Zenawi vezetésével ideiglenes kormányt alakítottak. Ő fokozatosan demokratikus kormányzatot vezetett be, és nagyobb hatalmat adott az egyes országrészeknek. Eritrea 1993-ban, népszavazás révén függetlenné vált, és minden más tartománynak is megengedték, hogy kiváljon Etiópiából, ha ezt népszavazáson az adott lakosság kívánja. 1994. december 8-án új alkotmányt vezettek be, átszervezték a közigazgatást, etnikai alapú, önkormányzattal rendelkező szövetségi államokat alakítottak ki. 1995 májusában Zenawit választották meg 90%-kal elnöknek. A választást nemzetközi megfigyelők szabályosnak tartották, de az ellenzék nem. 1996-ban a korábbi katonai kormányzat vezető személyiségeit, többek között népirtás vádjával, perbe fogták. A bírósági tárgyalások 2006-ban fejeződtek be. 106 vádlottból csak 36-nál sikerült az ítéletet végrehajtani. A kommunista rezsim főkolomposa, Mengisztu Hailé Mariam, a Robert Mugabe által diktatórikusan vezetett Zimbabwebe menekült, amely megtagadta kiadatását.
1998-ban Etiópiát megtámadta a szomszédos Eritrea, az etióp erők visszaverték a támadást, és elfoglalták Eritrea nyugati részét. 2000 decemberében a két ország békét kötött, ennek értelmében 25 km hosszú demilitarizált övezetet hoztak létre Eritrea határán. A háború súlyosan megterhelte a gazdaságot. A gazdaság helyzete tovább romlott, amikor Etiópia fő exportcikke, a kávé világpiaci ára összeomlott. Meles Zenawit 2000-ben, majd 2005-ben újra elnöknek választották.
2007-ben Etiópia a nemzetközileg elismert – a hadurak által alakított – mogadishui kormány oldalán beavatkozott a szomáliai polgárháborúba, így sikerült megtörni a szomáliai fővárost is elfoglaló iszlám radikálisok előretörését.
2020-ben az ország északi részében háború tört ki a Tigré Népi Felszabadítási Fronttal, amely súlyos élelmezési és humanitárius válságot okozott. Mindkét fél ugyanakkor mészárlásokat végzett a civil lakosság körében. A halottak száma több százezer fő volt. 2023-ra a háború ugyan véget ért, de az éhínség továbbra is fenyeget a térségben.